# Леонович, Тамара Михайловна
Тамара Михайловна Леонович — советский хозяйственный и государственный деятель, лауреат Государственной премии СССР за выдающиеся достижения в труде.

## Биография
Родилась в 1944 году. Член КПСС.
В 1961—1991 — ткачиха Минского тонкосуконного комбината, ткачиха Минского производственного тонкосуконного объединения Министерства легкой промышленности Белорусской ССР.
Обслуживала восемь станков при отраслевой норме в четыре, соответственно увеличив личный выпуск продукции вдвое. В одиннадцатой пятилетке приняла на себя и выполнила обязательство выработать 10 годовых норм.
За большой личный вклад в увеличение выпуска, улучшение качества, снижение себестоимости товаров народного потребления была в составе коллектива удостоен Государственной премии СССР за выдающиеся достижения в труде 1984 года.
Жила в Минске.

## Награды
- Орден Ленина (1986)
- Орден Трудового Красного Знамени (дважды)